# آرمان ساهاکیان (دولتمرد، زاده ۱۹۷۸)
آرمان سوسی ساهاکیان (ارمنی: Արման Սոսի Սահակյան؛ زادهٔ ۵ مارس ۱۹۷۸) یک سیاستمدار اهل ارمنستان است که از تاریخ ۲۰۱۲ تا تاریخ ۲۰۱۸ سمت نمایندگی دوره پنجم و ششم مجلس ملی جمهوری ارمنستان را برعهده داشت.

## زندگی‌نامه
در ۵ مارس ۱۹۷۸ در ایروان به دنیا آمد.